# سهره گورخری

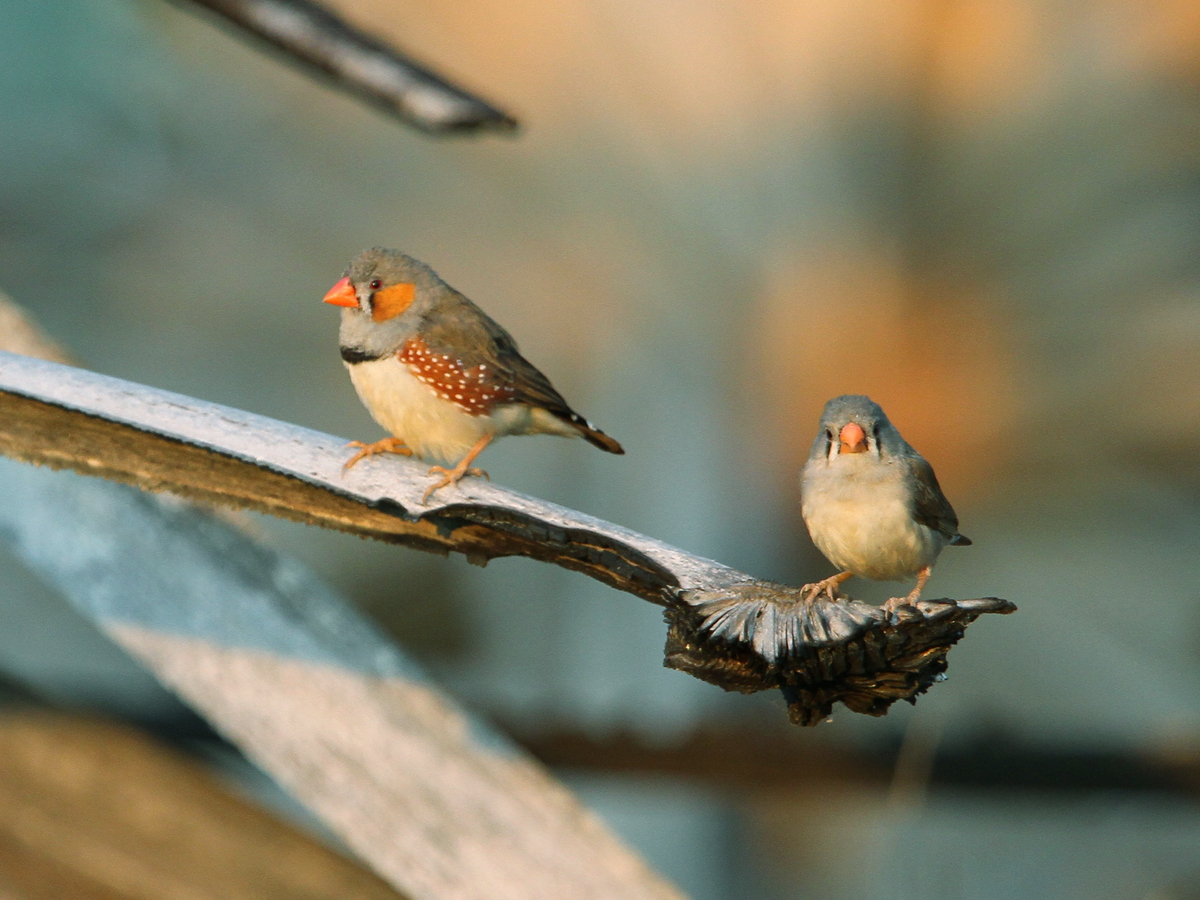
سهره‌های گورخری سوندا (نر سمت چپ و ماده سمت راست) در سومبا، نوسا تنگارا تیمور، اندونزی.

سهره‌های گورخری دو گونه سهرهٔ ریز از سردهٔ Taeniopygia هستند که در استرالیا و اندونزی یافت می‌شوند. آنها دانه‌خوارانی هستند که در گله‌های بزرگ سفر می‌کنند.

## گونه‌ها
گونه‌ها عبارتند از:
- Sunda zebra finch=Taeniopygia guttata
- Australian zebra finch=Taeniopygia castanotis